# 4150 Starr
4150 Starr là một tiểu hành tinh bay quanh Mặt Trời that was được phát hiện ngày 31 tháng 8 năm 1984 bởi Brian A. Skiff ở Trạm Anderson Mesa thuộc Đài thiên văn Lowell. Nó được đặt theo tên ex-Beatle Ringo Starr.